# Grabstein für Pfalzgraf Otto V. von Scheyern und seine Gemahlin Heilika
Der Grabstein für Pfalzgraf Otto V. von Scheyern und seine Gemahlin Heilika in der ehemaligen Klosterkirche des Klosters in Ensdorf, einer Gemeinde im Oberpfälzer Landkreis Amberg-Sulzbach in Bayern, wurde im 12. Jahrhundert geschaffen. Der Grabstein ist als Teil der Kirchenausstattung ein geschütztes Baudenkmal.
Der zwei Meter hohe und 62 cm breite Dolomitstein für Pfalzgraf Otto V. von Scheyern (* 1083/84; † 4. August 1156) und seine Gemahlin Heilika von Lengenfeld (* um 1103; † 14. September 1170), der das Grabmal des Klosterstifters im Kapitelsaal deckte, wurde unter Abt Anselm Meiller (1678–1761) im Jahr 1721 an der heutigen Stelle in der Kirche eingemauert. Meiller ließ die romanische Inschrift beseitigen, um die barocke Inschrift an deren Stelle zu setzen:
| Lateinische Inschrift | Übersetzung |

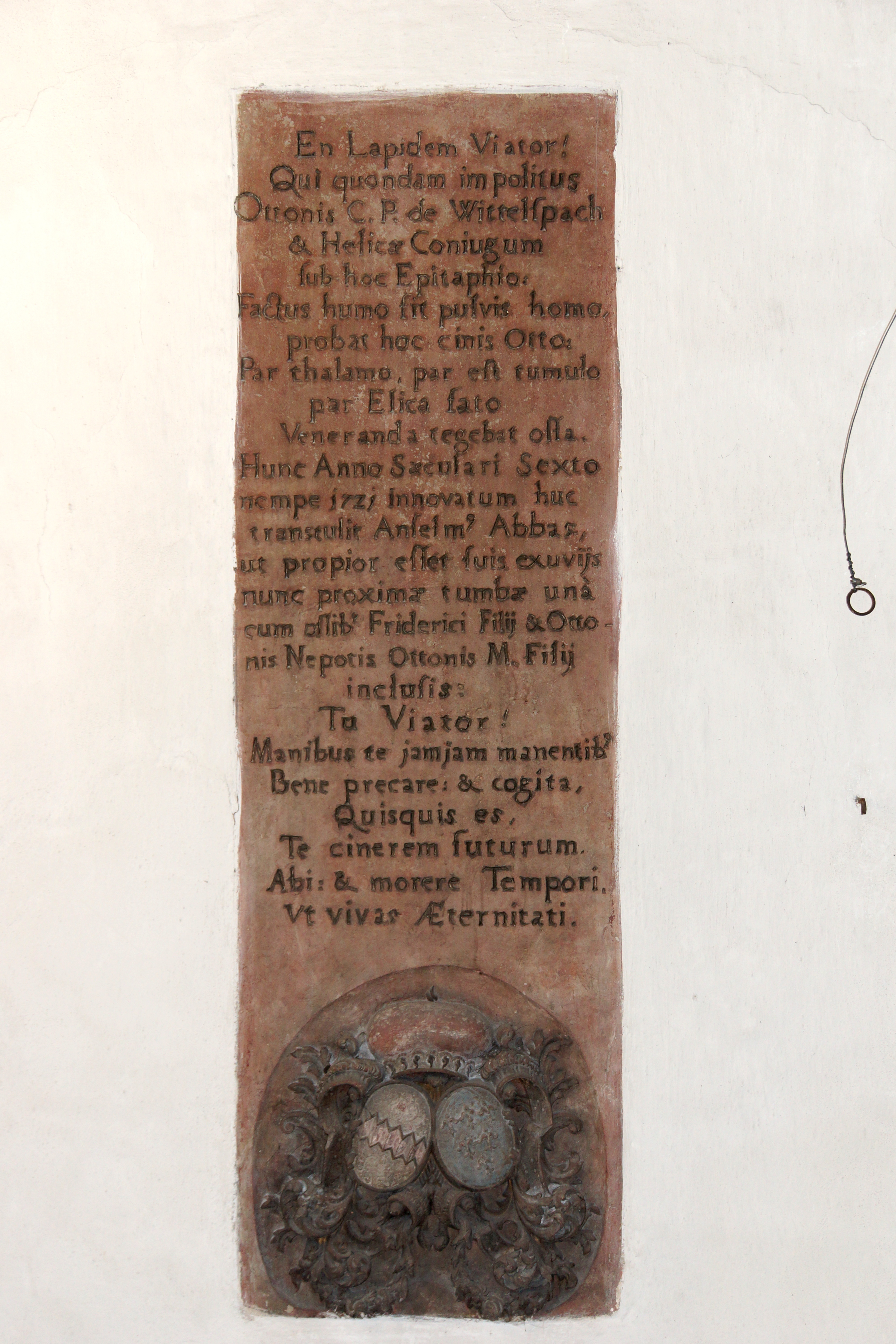
Grabstein für Pfalzgraf Otto V. von Scheyern und seine Gemahlin Heilika

| En Lapidem Viator! Qui quondam impolitus Ottonis C. P. de Wittelspach & Helicae Coniugum sub hoc Epitaphio : Factus humo fit pulvis homo, probat hoc cinis Otto : Par thalamo, par est tumulo par Elica fato Veneranda tegebat ossa. Hunc Anno Saeculari sexto nempe 1721 innovatum huc transtulit Anselmus Abbas, ut propior esset suis exuvijs nunc proximae tumbae unà cum ossibus Friderici Filij & Otto- nis Nepotis Ottonis M. Filij inclusis. Tu Viator! Manibus te jamjam manentibus Bene precare : & cogita, Quisquis es, Te cinerem futurum. Abi: & morere Tempori, Vt vivas Æternitati. | Sieh den Stein, Wanderer! der einst schmucklos Pfalzgraf Ottos von Wittelsbach und Heilikas, der Eheleute, verehrungswürdige Gebeine unter dieser Inschrift bedeckte: „Aus Erde gemacht wird zu Staub der Mensch, das erweist, zu Asche geworden, Otto; gleich im Ehebett, gleich im Grab, gleich im Schicksal ist Heilika“. Diesen versetzte im sechshundertsten Jahr [der Klostergründung], nämlich 1721, erneuert hierher Abt Anselm, damit er seinen entnommenen Inhalten näher sei, die jetzt in der nahen Gruft eingeschlossen sind zusammen mit den Gebeinen des Sohnes Friedrich und des Enkels Otto, des Sohnes Ottos des Älteren. Du Wanderer, da die Toten dich schon bald erwarten, bete gut, und bedenke, wer immer du bist, dass du Asche sein wirst. Geh, und stirb für die Zeit, um für die Ewigkeit zu leben. |

Unter der Inschrift ist das Allianzwappen Wittelsbach-Kastl zu sehen.